# Большой Камень
Большо́й Ка́мень — город в Приморском крае России. Административный центр одноимённого городского округа. Расположен в 30 км к востоку от Владивостока на противоположном берегу Уссурийского залива Японского моря.
Шестой по числу жителей город Приморского края. Население — 40 387 человек (на 2025 год).
В городе располагается единственное на Дальнем Востоке России предприятие, специализирующееся на ремонте, переоборудовании и модернизации кораблей с ядерными энергетическими установками ДВЗ «Звезда».
Основан в 1947 году, статус города — с 1989 года; с 1996 года имел статус ЗАТО, упразднённый с 1 января 2015 года.

## Топонимика
Названия бухт Большого и Малого Камня и, соответственно, города пошли от огромного камня (по воспоминаниям очевидцев, он был размером с пятиэтажный дом), возвышавшегося посреди бухты, который был взорван в 1963 году при строительстве завода «Звезда»; сейчас на его месте располагается 11-й цех. Камень по-китайски именовался Тау-да-Гуши, что буквально переводится как Большой Сирота-Камень, а русское название является калькой с китайского. В Материалах для лоции Восточного океана за 1898 год бухта уже упоминается под именем бухта Большой Камень (а не бухта Большого Камня, как сейчас). Так как камень по-китайски «куши», то со временем название бухт трансформировалось в Большие и Малые Куши, позже и в Большой и Малый Кувшин.
После конфликта на острове Даманском на территории нынешнего Большого Камня были переименованы несколько объектов, в том числе посёлок Чайкино (Малые Куши), река Петровка (Шитухе), бухта Суходол (Кангауз) и другие, но некоторые китайские названия до сих пор находятся в обиходе, например, река Пинканка (ныне Сахарная) и бухта Кувшин (производное от Малые Куши).

## История

### Изыскательские работы
В конце 1930-х годов на правительственном уровне принято решение о строительстве крупного завода по ремонту боевых кораблей Тихоокеанского флота. В 1939—1941 годах были проведены изыскательские работы экспедицией Ленинградского государственного проектно-сметного института, в ходе которых в бухте Большой Камень было выбрано место для строительства завода.

### Начало работ
9 июля 1946 года был подписан приказ Минсудпрома СССР о создании судоремонтного завода в бухте; строительные работы были начаты в конце июля 1947 года, и первый цех завода заработал 3 декабря 1954 года.

### Посёлок
Указом Президиума Верховного Совета РСФСР от 26 января 1956 года населённый пункт Большой Камень был отнесён к категории рабочих посёлков, также он стал официально именоваться Большим Камнем.
8 июня 1961 года решением крайисполкома № 536 был упразднён Лифляндский сельсовет, его территория передана Большекаменскому поссовету.
Решением исполкома Приморского краевого Совета от 28 октября 1964 года районный центр Шкотовского района был перенесен из рабочего посёлка Шкотово в рабочий посёлок Большой Камень.
16 января 1987 года решением Приморского крайисполкома № 2 сёла Андреево, Чайкино и Южная Лифляндия включены в рабочий посёлок Большой Камень.

### Город
22 сентября 1989 года Указом Президиума Верховного Совета РСФСР рабочий посёлок Большой Камень был отнесён к категории городов краевого подчинения — эта дата считается Днём города.
Указом Президента Российской Федерации от 19 июля 1996 года город Большой Камень (включая территорию сёл Петровки и Суходола) преобразован в закрытое административно-территориальное образование. 26 ноября 2004 года законом Приморского края административный центр Шкотовского района перенесён в посёлок Смоляниново, но фактически администрация района до сих пор размещается в городе, деля одно здание с администрацией городского округа. Указом Президента Российской Федерации от 1 сентября 2014 года закрытое административно-территориальное образование город Большой Камень упразднено.

## География

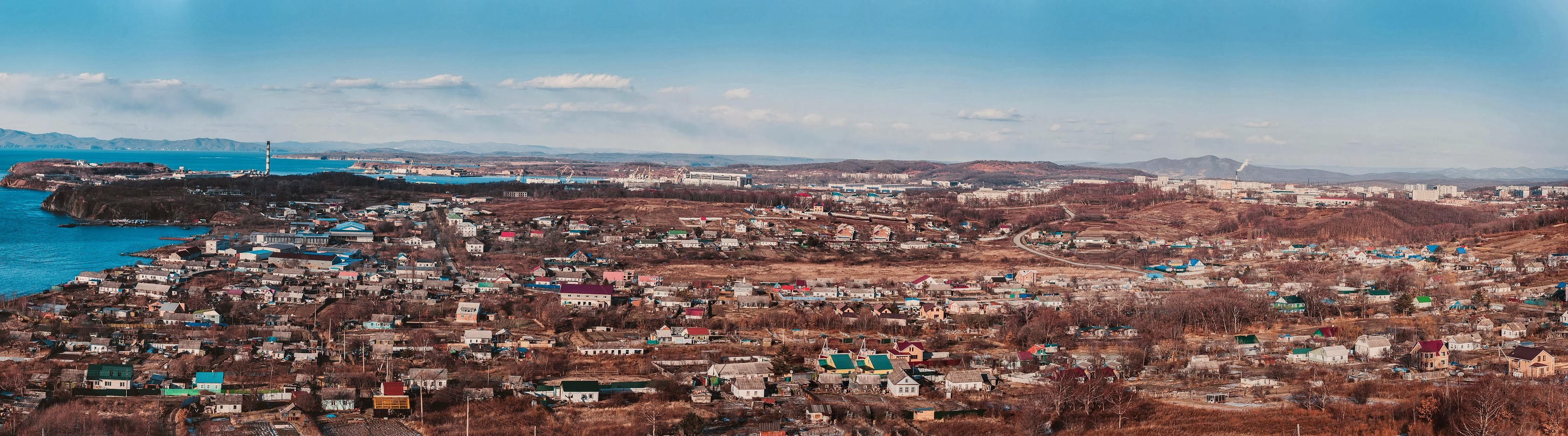
Панорама микрорайона Андреева

### Географическое положение
Большой Камень находится на юге Приморского края на восточном берегу Уссурийского залива, в 30 километрах к востоку от Владивостока (110 километров по автомобильной трассе и 105,5 километра по железной дороге).
Бухта Большой Камень, на берегу которой расположена центральная часть города, является хорошим местом для стоянки судов и защищена от ветра любого направления. Глубина бухты до 12 метров, протяжённость береговой линии — 3 километра.

### Часовой пояс
Большой Камень, как и весь Приморский край, находится в часовой зоне МСК+7. Смещение применяемого времени относительно UTC составляет +10:00.

## Население
| \| 1900[16] \| 1912[16] \| 1915[17] \| 1926[18] \| 1959[19] \| 1970[20] \| 1979[21] \| \| -------- \| -------- \| -------- \| -------- \| -------- \| -------- \| -------- \| \| 30 \| ↗468 \| ↗1021 \| ↘956 \| ↗7788 \| ↗27 828 \| ↗35 219 \| \| 1989[22] \| 1991[23] \| 1996[24] \| 2000[24] \| 2001[24] \| 2002[25] \| 2006[24] \| \| ↗65 621 \| ↗68 000 \| ↘42 000 \| ↘40 500 \| ↘40 400 \| ↘38 394 \| ↘38 200 \| \| 2007[24] \| 2008[24] \| 2009[26] \| 2010[27] \| 2012[28] \| 2013[29] \| 2014[30] \| \| →38 200 \| ↘38 115 \| ↘38 083 \| ↗39 257 \| ↗39 469 \| ↘39 447 \| ↘39 126 \| \| 2015[31] \| 2016[32] \| 2017[33] \| 2018[34] \| 2019[35] \| 2020[36] \| 2021[37] \| \| ↘38 637 \| ↗38 718 \| ↘38 493 \| ↘38 042 \| ↘37 918 \| ↗39 096 \| ↗41 825 \| \| 2023[38] \| 2024[39] \| 2025[1] \| \| \| \| \| \| ↘40 448 \| ↗40 697 \| ↘40 387 \| \| \| \| \| | 10 000 20 000 30 000 40 000 50 000 60 000 70 000 1900 1970 2000 2008 2014 2019 2025 |         |         |         |         |         |
| 1900 | 1912                                                                                | 1915    | 1926    | 1959    | 1970    | 1979    |
| 30 | ↗468                                                                                | ↗1021   | ↘956    | ↗7788   | ↗27 828 | ↗35 219 |
| 1989 | 1991                                                                                | 1996    | 2000    | 2001    | 2002    | 2006    |
| ↗65 621 | ↗68 000                                                                             | ↘42 000 | ↘40 500 | ↘40 400 | ↘38 394 | ↘38 200 |
| 2007 | 2008                                                                                | 2009    | 2010    | 2012    | 2013    | 2014    |
| →38 200 | ↘38 115                                                                             | ↘38 083 | ↗39 257 | ↗39 469 | ↘39 447 | ↘39 126 |
| 2015 | 2016                                                                                | 2017    | 2018    | 2019    | 2020    | 2021    |
| ↘38 637 | ↗38 718                                                                             | ↘38 493 | ↘38 042 | ↘37 918 | ↗39 096 | ↗41 825 |
| 2023 | 2024                                                                                | 2025    |         |         |         |         |
| ↘40 448 | ↗40 697                                                                             | ↘40 387 |         |         |         |         |

На 1 января 2025 года по численности населения город находился на 369-м месте из 1124 городов Российской Федерации. и 7-е место среди городов Приморского края.
По итогам переписи населения 2010 года был перевес в сторону женщин — 51,7 %, по итогам переписи 2021 года перевес стал в пользу мужчин — 52,1 %. Уровень смертности в январе — декабре 2012 года составил 12,1 промилле, а рождаемости — 11,4 промилле.
Безработица — 2,0 % на 2012 год. На 2010 год высшее образование имели 6556 жителей (19,95 % от населения старше 15 лет).

## Административное устройство

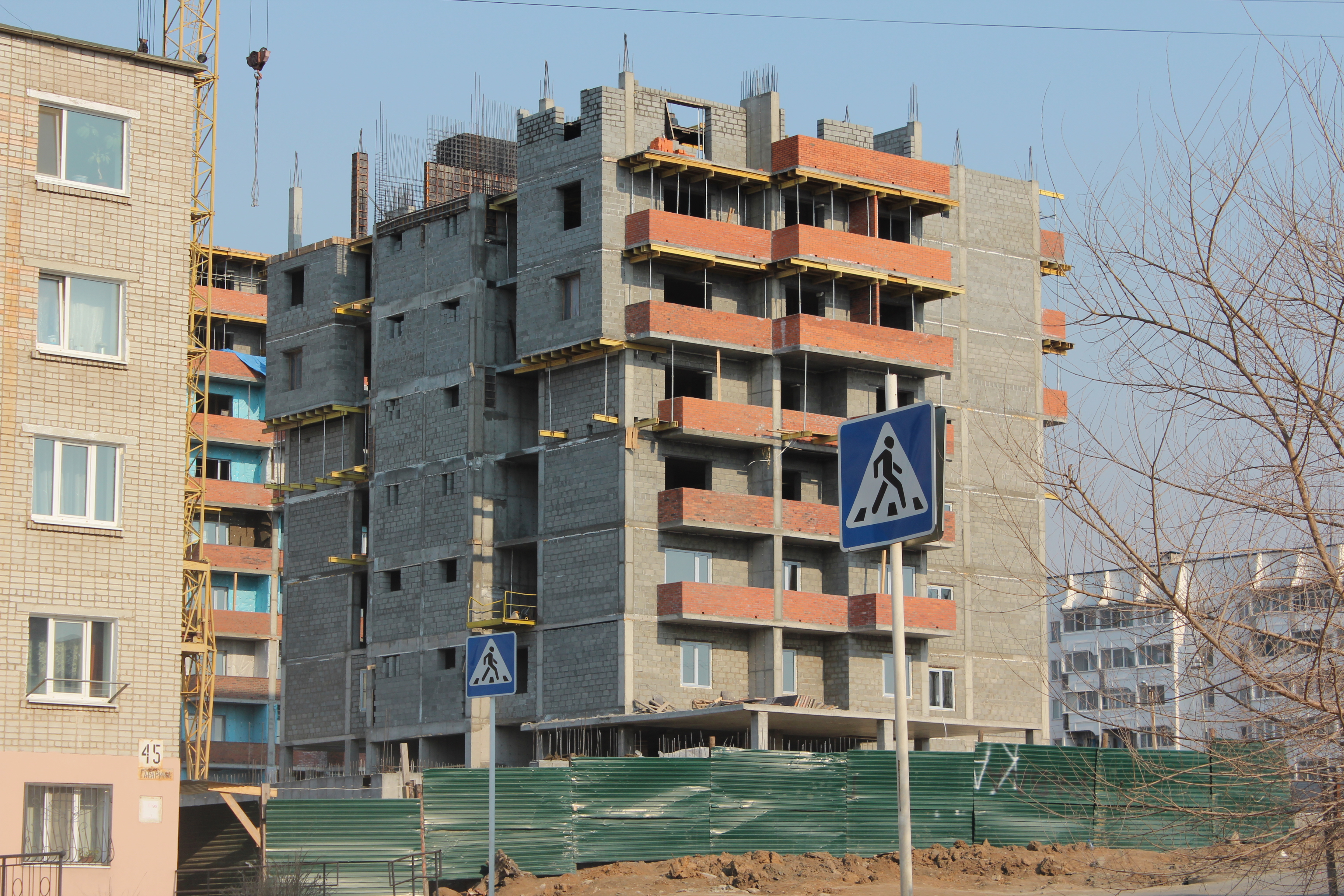
Строящееся здание в Большом Камне

Большой Камень в рамках административно-территориального устройства является городом краевого подчинения, которому подведомственны 2 села (Петровка и Суходол). В рамках организации местного самоуправление вместе они составляют единое муниципальное образование городской округ Большой Камень.
Часть микрорайонов города носит исторически сложившиеся названия (некоторые из них раньше являлись самостоятельными населёнными пунктами), например: Южная Лифляндия (Новый Мир), Чайкино и Андреево (были сёлами до 16 января 1987 года), а также Дачный, Первомайское и другие.
В Большом Камне, согласно КЛАДР, 82 улицы, 4 переулка, один тупик и 2 площади (Корабельная и им. Кушлина). Основные улицы: Карла Маркса (центральная, пересекает весь город), Аллея Труда, Приморского Комсомола, Академика Курчатова, Академика Крылова, им. Маслакова, Гагарина, Блюхера.

Панорама

### Органы власти
Структуру органов местного самоуправления города (как городского округа) составляют:
- Дума городского округа Большой Камень — представительный орган местного самоуправления;
- глава городского округа Большой Камень — высшее должностное лицо муниципального образования;
- администрация городского округа Большой Камень — исполнительно-распорядительный орган местного самоуправления;
- контрольно-счётная палата городского округа Большой Камень — контрольно-счётный орган городского округа.

В марте 2023 года мэр города Рустям Абушаев был объявлен в федеральный розыск по обвинению в незаконном предпринимательстве и мошенничестве с земельными участками в период, когда он возглавлял Надеждинский район Приморского края. В апреле Абушаев выложил в своем Telegram-канале видеоролик, в котором утверждает, что в качестве добровольца находится в зоне военных действий.

## Экономика

### Промышленность
- ДВЗ «Звезда» — судостроительное и судоремонтное градообразующее предприятие, строящее гражданские суда, реконструирующее и утилизирующее атомные подводные лодки. Кроме того, производит деревообрабатывающие станки, шкафы-сейфы, наборы мягкой и кухонной мебели. «Звезда» является единственным дальневосточным предприятием, осуществляющим ремонт и утилизацию кораблей с атомными энергетическими установками.
- ССК «Звезда» — крупное судостроительное градообразующее предприятие.

Пищевая промышленность Большого Камня представлена, в первую очередь, ОАО «Рыболовецкий колхоз „Новый мир“» (входит в группу компаний «Доброфлот»), ведущий свою историю с 1931 года, который занимается рыболовством и переработкой рыбы. Также одно из крупнейших предприятий пищевой промышленности — ОАО «Большекаменский хлебокомбинат».

### Торговля и сфера услуг
В городе есть отделения Сбербанка, ПримСоцБанка, Росбанка, Совкомбанка, а также городские Саммитбанк (бывший Большой Камень Банк, есть филиалы во Владивостоке и Москве) и «Кредитный союз „Время“».
Наиболее крупные магазины: ТЦ «Айсберг», ТЦ «Меркурий», ТЦ «Славянский», ТЦ «Центральный», супермаркет «Малибу» и рынок «Славянский», «Домотехника», «DNS», супермаркеты «РЕМИ».

### Здравоохранение и социальная защита
Система здравоохранения представлена ФГБУЗ «МСЧ № 98 ФМБА», основные корпуса которой расположены на въезде в город. Кроме того, существуют несколько частных стоматологических кабинетов и клиник.
С 2012 года в городе функционирует бюро медико-социальной экспертизы № 98 Главного бюро МСЭ ФМБА России, предоставляющего государственную услугу по проведению медико-социальной экспертизы жителям городского округа Большой Камень, ЗАТО Фокино, Находки, а также работникам отдельных предприятий с особо опасными условиями труда г. Владивостока.

## Транспорт

### Автомобильный транспорт
В 4-х километрах от города проходит краевая трасса А188 AH6 Угловое — Находка, до которой ведёт двухполосная асфальтовая дорога, на выезде из города расположен КПП. Эта трасса связывает его с остальной территорией Приморского края, ещё один выезд из города (грунтовая дорога) проходит через посёлок Подъяпольское, и соединяется с трассой А188 Угловое — Находка в городе Фокино. До города Владивостока — 106 км, до Находки — 78 км, до Уссурийска — 149 км, до аэропорта «Кневичи» — 73 км.
Общественный транспорт представлен автобусами, курсирующими по 3 городским, 7 районным и 3 междугородним маршрутам. В «дачный» сезон открываются ещё три автобусных маршрута. Пассажирские перевозки осуществляются двумя городскими автотранспортными компаниями, и тремя иногородними, а также несколькими таксомоторными компаниями.

### Железнодорожный транспорт
В черте города есть одноимённая станция, являющаяся конечной станцией железнодорожной ветки Смоляниново — Петровка — Большой Камень. В 80-х годах 20-го века ходил пригородный пассажирский поезд № 6776/6775 до станции Смоляниново. Ещё одна пассажирская платформа расположена на выезде из города на железнодорожной ветке Смоляниново — Дунай (пассажирское сообщение закрыто в 2004 году). Железнодорожная ветка до города была реконструирована в 2009 году для безопасного вывоза отработанного ядерного топлива с ДВЗ «Звезда».
Ближайшая узловая станция — Смоляниново, ближайшая действующая платформа — 52 км в Романовке.

### Водный транспорт
В 1980-х годах имелось паромное сообщение с Владивостоком. В конце 2000-х начали прорабатываться планы его возобновления. Для этих целей предполагалось использовать один из трёх построенных к саммиту АТЭС катамаранов — «Владивосток». Однако на 2013 год «Владивосток» находится под арестом, а единственный катамаран, принятый заказчиком — «Москва», пущен на острова Попова и Рейнеке.

## Культура и искусство

### Дома культуры
В городе расположены два дома культуры — Городской центр культуры и Дворец культуры завода «Звезда». Оба изначально были ведомственными и принадлежали заводу «Звезда», располагаются в 100 метрах друг от друга на площади им. Кушлина. Также в селе Петровка находится Досуговый центр, а в микрорайоне Южная Лифляндия — Культурно-досуговый комплекс «Южный» (филиал ДК «Звезда»).
- Городской Центр культуры построен в 1959 году заводом «Звезда». Имеет зрительный зал на 235 мест. После постройки в 1979 году Дворца культуры в нём располагался Дом юного техника, в декабре 1984 года передан районному отделу культуры и стал Районным Домом культуры, а после получения Большим Камнем статуса города в 1989 году — Городским Домом культуры. 2 марта 2015 года переименован в Городской Центр культуры в связи с присоединением к нему Музейно-выставочного комплекса. 4 творческих коллектива имеют звания «заслуженный», «народный», «образцовый»[57].
- Дворец культуры «Звезда» открыт в феврале 1973 года. Имеет зрительный зал на 736 мест. Насчитывает 21 коллектив художественной самодеятельности, из них 2 «заслуженных», 5 «народных» и 2 «образцовых». Ежегодно проводит четыре краевых фестиваля: конкурс по спортивным бальным танцам «Под счастливой звездой» (февраль), фестиваль народного танца «Приморские топотухи» (с 1987 года, апрель), фестиваль исполнителей песни «Звездопад» (ноябрь), конкурс по спортивным бальным танцам «Рандеву» (декабрь)[58].
- Культурно-досуговый комплекс «Южный» находится в микрорайоне Южная Лифляндия. Образован в 1998 году на базе клуба РК «Новый мир»[59] — ликвидирован в связи с аварийным состоянием здания.
- Досуговый центр — филиал № 2 «Музейно-выставочный комплекс» открыт в 2002 в Петровка. Имеется зрительный зал на 90 посадочных мест, действует 6 клубных формирований (кружков).

### Музеи и выставочные залы
На территории города действует «Музейно-выставочный комплекс» (с 27 февраля 2015 года является отделом Городского Центра культуры, до этого был отдельным учреждением), который управляет Народным музеем истории р/к «Новый Мир» в Южной Лифляндии, выставочным залом в Большом Камне и Досуговым центром в селе Петровка.
- Народный музей истории рыболовецкого колхоза «Новый Мир»

Располагается в микрорайоне Южная Лифляндия, рядом с КДК «Южный». Музей проектировал и оформлял один из известных художников-оформителей СССР Г. В. Приходько с командой научных сотрудников Приморского Государственного музея им. В. К. Арсеньева. Экспозиционная площадь составляет 256 м². В 2006 году присвоено звание «народный». В музее имеется 5 залов.
- Выставочный зал

Перепрофилирован в 1996 году из кинотеатра «Октябрь». С июня 2014 года, после нескольких переездов, располагается на площади им. Кушлина, рядом с Дворцом культуры и Домом культуры.

### Библиотеки
История публичных библиотек города начинается за его границами — в 20-х гг. XX века в Шкотово появилась первая районная библиотека, получившая 9 мая 1930 года имя Михаила Ивановича Ладынского — своего первого заведующего, убитого 7 мая 1930 года бандой кулаков. В 1964 году с переносом центра района из Шкотово в Большой Камень была перенесена и районная библиотека, хотя к тому времени в города уже была небольшая библиотека в общежитии по улице Зелёной (ныне эти общежития снесены). Первоначально районная библиотека разместилась по улице Блюхера 21, а в 1975 году переехала в новое помещение в центре города, заняв весь первый этаж жилого дома. 22 июля 1966 года открыта районная детская библиотека. В 1977 году была организована Централизованная библиотечная система, в которой Центральная районная библиотека стала головной и руководила остальными 16 библиотеками системы.
9 января 1997 года из-за получения городом статуса ЗАТО произошло разделение Централизованной библиотечной системы — две центральные библиотеки и три филиала на территории города остались в Централизованной библиотечной системе Большого Камня, а сельские библиотеки отошли Шкотовскому району.
До 25 сентября 2014 года «Централизованная библиотечная система городского округа Большой Камень» включала в себя 5 библиотек:
- Центральная городская библиотека имени М. И. Ладынского (открыта в Шкотово в 20-х гг. XX века, в 1964 году перенесена в Большой Камень, в 1975 году переехала в новое помещение, заняв весь первый этаж жилого дома; фонд — около 70 тыс. экземпляров[64])[63],
- Городская детская библиотека (открыта 22 июля 1966 года[63]; фонд — более 26 тыс. экземпляров[65]),
- филиал № 1 «Библиотека семейного чтения» (открыт в январе 1988 год, как филиал Центральной районной детской библиотеки; фонд — 5787 экземпляров) — закрыта 25 сентября 2014 года[63],
- филиал № 2 «Библиотека семейного чтения» (старейшая в городе, в 1964—1975 годах в её помещении располагалась Центральная районная библиотека; фонд — 8440 экземпляров) — закрыта 1 января 2016 года[63],
- филиал № 3 (открыт в 1997 году, располагался в здании КДК «Южный» в микрорайоне Южная Лифляндия; фонд — 2862 экземпляра) — закрыта 01 января 2019 года[63].

Центральная и детская библиотеки неоднократно становились лауреатами краевого конкурса «Библиотека года».

### Памятники

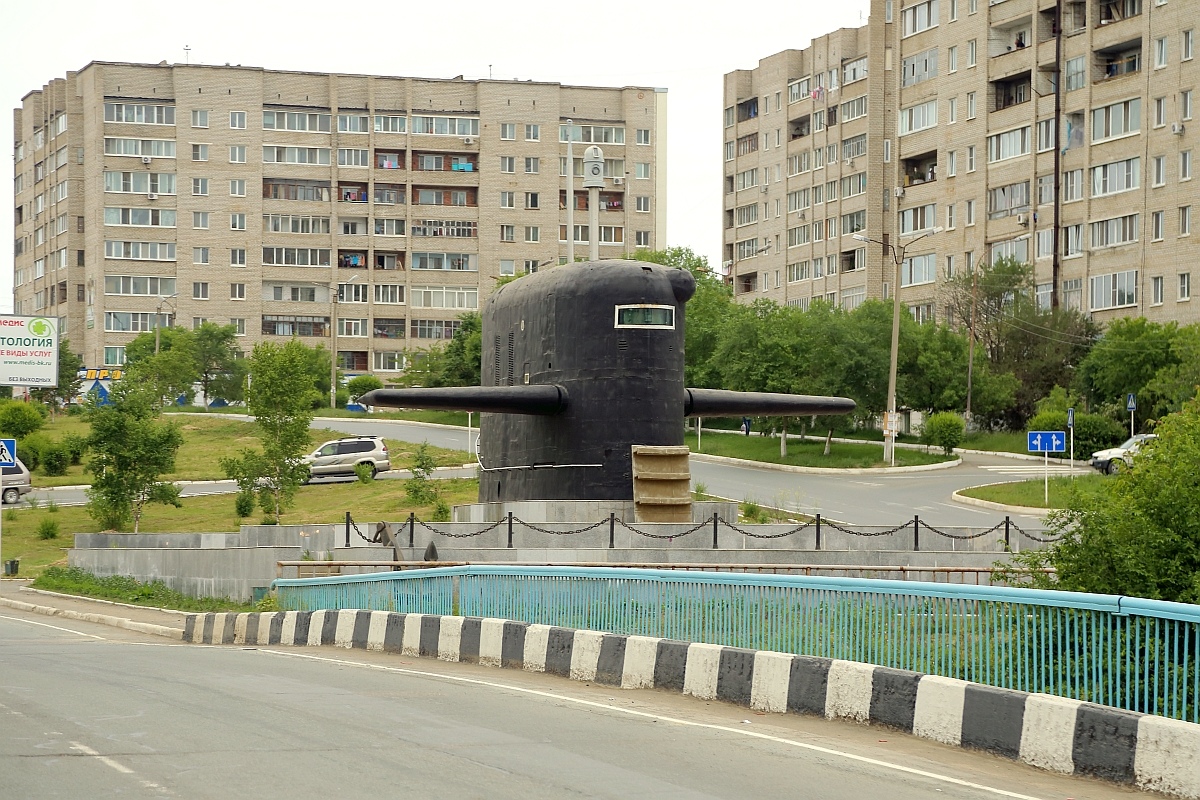
Рубка АПЛ К-434 на въезде в Большой Камень

- Памятник воинам-землякам, павшим в сражениях Великой Отечественной войны 1941—1945 гг., Корабельная площадь (открыт 26 июня 1985 года);
- Памятник «Камень — символ города», напротив проходной завода «Звезда» (установлен к 45-летию завода);
- Мемориальный комплекс «Рубка» — памятник судоремонтникам Дальневосточного завода «Звезда»; рубка с утилизированной атомной подводной лодки К-66 проекта 659Т, на территории завода (открыт 14 декабря 2014 года)[66][67];
- Памятник «Рубка» — памятник судоремонтникам Дальневосточного завода «Звезда»; рубка с утилизированной атомной подводной лодки К-434 проекта 667А «Навага», на въезде в город (открыт 31 июля 2011 года)[68];
- Монумент «Родина-мать», микрорайон Южная Лифляндия (открыт в 1967 году);
- Памятник-стела рыбакам, микрорайон Южная Лифляндия (открыт в 1983 году);
- Памятник Владимиру Ильичу Ленину, микрорайон Южная Лифляндия (открыт в 1977 году).

### Религиозные сооружения
Действующие
- Храм Рождества Христова (построен в 1996 году в исправительной колонии № 29; первый православный храм на территории исправительного учреждения в Приморском крае[69]);
- Храм в честь святителя Николая, архиепископа Мир Ликийских (построен на месте бывшей бани работников высшего ранга, 2007 год)[70].
- Храм Апостола Петра в начале улицы Карла Маркса (в 2010 году выделено место под строительство храма[71], после нескольких остановок построен к 2022 году). Ранее на этом месте был рынок, снесённый в начале 2000-х, впоследствии планировалось разбить сквер.

Кроме этого, в разное время планировалось строительство ещё двух храмов
- На сопке между Большим Камнем и микрорайоном Андреево (был только выкопан котлован и установлен крест);
- Храм Апостола Петра в районе площади им. Кушлина (в 2008 году был выкопан котлован, в настоящее время засыпан).

## Образование
В Большом Камне и подчинённых населённых пунктах расположены:
- 11 детских садов[72];
- 7 школ — № 1, 2, 3, 4, 8 (в микрорайоне Южная Лифляндия), 27 (в селе Петровка) и 44[73];
- Вечерняя школа при исправительной колонии № 29[73];
- Центр детского творчества[73];
- Детская школа искусств[74];
- Дальневосточный судостроительный колледж[75];
- Филиал Дальневосточного федерального университета[76] — закрыт в 2020 году[77].

## Связь
В настоящее время в городе работают 5 операторов сотовой связи: Билайн (ранее НТК), МТС, Tele2 (ранее Ростелеком, ещё ранее Акос), МегаФон и Yota. Последний только для планшетов и сотовых. Проводной доступ в интернет предоставляют «Владлинк», Ростелеком (ранее Дальсвязь), «Подряд» и Энфорта.
Действует 6 отделений почтовой связи.

## Средства массовой информации
На территории города выпускаются следующие газеты:
- «ЗАТО»[82] — учредитель администрация ГО Большой Камень, главный редактор Карепанова Лариса Вячеславовна, официальный сайт в сети https://зато.онлайн;
- «Взморье»[83] (до 1993 года — «Ленинский луч»)— учредитель администрация Шкотовского района, главный редактор Лайд Лариса Германовна;
- «Листок правды»[84] — учредитель и главный редактор Клёцкин Алексей Викторович.

## Герои Социалистического Труда
- Гамс, Вальдемар Карлович — капитан океанского сейнера рыболовецкого колхоза «Новый мир»;
- Жогин, Дмитрий Михайлович — электросварщик завода «Звезда».

## Топографические карты
- Лист карты K-53.  Масштаб: 1 : 1 000 000. Издание 1986 г.
- Лист карты K-53-VII Находка. Масштаб: 1 : 200 000. Состояние местности на 1979 год. Издание 1983 г.
- Лист карты K-53-25 Большой Камень. Масштаб: 1 : 100 000. Состояние местности на 1980 год. Издание 1984 г.